# Màng mỏng
Màng mỏng (tiếng Anh: Thin film) là một hay nhiều lớp vật liệu được chế tạo sao cho chiều dày nhỏ hơn rất nhiều so với các chiều còn lại (chiều rộng và chiều dài). Khái niệm "mỏng" trong màng mỏng rất đa dạng, có thể chỉ từ vài lớp nguyên tử, đến vài nanomet, hay hàng micromet. Khi chiều dày của màng mỏng đủ nhỏ so với quãng đường tự do trung bình của điện tử (cỡ 10 đến 100 nm) hoặc các chiều dài tương tác thì tính chất của màng mỏng hoàn toàn thay đổi so với tính chất của vật liệu khối. 

Ảnh chụp cắt ngang màng mỏng đa lớp Si/SiO2/Cu/IrMn/CoFeB/MgO/CoFeB/Ta/Cu/Au được thực hiện trên kính hiển vi điện tử truyền qua TECNAI T20, các lớp chỉ có chiều dày từ vài nanomet đến vài chục nanomet

Hiện nay màng mỏng đang là một lĩnh vực nghiên cứu mạnh mẽ của khoa học và công nghệ vật liệu, vật lý chất rắn... với nhiều khả năng ứng dụng to lớn trong đời sống hàng ngày, trong sản xuất...

## Cấu trúc màng mỏng
Cấu trúc của màng mỏng tùy thuộc vào kỹ thuật chế tạo, có thể mang cấu trúc của vật liệu nguồn, hoặc có thể thay đổi phụ thuộc vào kỹ thuật chế tạo, các điều kiện khi chế tạo. Ví dụ cùng một phương pháp phún xạ catốt, ta có thể tạo ra màng tinh thể hoặc vô định hình chỉ với việc thay đổi áp suất khí, thay đổi công suất phún xạ, thay đổi nhiệt độ đế...  Hay cùng một loại màng hợp kim như Permalloy, ta có thể tạo ra màng mỏng permalloy có cấu trúc lập phương tâm mặt bằng phương pháp phún xạ catốt, hoặc cũng có thể tạo ra màng đơn tinh thể có cấu trúc lục giác xếp chặt nếu chế tạo bằng phương pháp Epitaxy chùm phân tử.

## Tính chất bề mặt
Hiệu ứng thay đổi tính chất rõ rệt nhất về tính chất của màng mỏng là hiệu ứng bề mặt. Khi vật liệu có kích thước nm, các số nguyên tử nằm trên bề mặt sẽ chiếm tỉ lệ đáng kể so với tổng số nguyên tử. Chính vì vậy các hiệu ứng có liên quan đến bề mặt, gọi tắt là hiệu ứng bề mặt sẽ trở nên quan trọng làm cho tính chất của vật liệu có kích thước nanomet khác biệt so với vật liệu ở dạng khối. (xem chi tiết trong bài Công nghệ nano). Ví dụ như trong các vật liệu sắt từ, ở vật liệu dạng khối, dị hướng từ tinh thể ảnh hưởng rất lớn đến tính chất từ, nhưng khi chế tạo ở các màng đủ mỏng, dị hướng từ tinh thể có thể biến mất mà thay vào đó là dị hướng từ bề mặt.

## Màng đơn lớp và màng đa lớp
- Màng đơn lớp (tiếng Anh:Single-layer film) là màng mỏng chỉ gồm một lớp vật liệu được chế tạo trên một lớp đế. Tính chất của màng được tạo ra từ lớp vật liệu đó (và có thể ảnh hưởng bởi tác động từ lớp đế).
- Màng đa lớp (tiếng Anh:Multi-layer film) là màng mỏng gồm nhiều lớp vật liệu khác nhau, xếp chồng lên nhau, được tạo ra nhằm thay đổi các tính chất của màng mỏng.

## Các kỹ thuật chế tạo màng mỏng
Thông thường, các màng mỏng để có thể sử dụng đều được chế tạo trên các lớp đế, là các khối vật liệu đơn tinh thể (ví dụ Si, MgO, Ge, GaAs, thạch anh...). Các kỹ thuật chế tạo màng mỏng bắt đầu được phát triển từ cuối thế kỷ 19, cho đến thời điểm hiện tại, có rất nhiều phương pháp được dùng tùy theo mục đích và điều kiện kinh tế, kỹ thuật:
- Kỹ thuật mạ điện
- Kỹ thuật phun tĩnh điện
- Bay bốc nhiệt trong chân không
- Phún xạ catốt
- Epitaxy chùm phân tử
- Lắng đọng hơi hóa học (CVD)
- Lắng đọng chùm laser
- Phương pháp sol-gel

...